# 永遠的831
《永遠的831》是日本WOWOW於2022年1月30日播出的電視動畫，由CRAFTAR製作，神山健治執導和劇本的原創長篇動畫，也是WOWOW開台30週年紀念作品。劇場動畫預定於2022年3月18日上映。

## 登場人物
淺野鈴四郎（聲：齊藤壯馬）
橋本薺（聲：M·A·O）
亞川芹（聲：興津和幸）
明奈（聲：日笠陽子）
室戶（聲：大塚明夫）
雙六（聲：粟津貴嗣）
坂田兄弟（聲：近藤孝行（兄）、岩崎諒太（弟））
唐吉（聲：山下誠一郎）
各務恭子（聲：五十嵐麗）

## 製作人員
- 導演、劇本：神山健治
- 人物設定：河野紘一郎
- CG導演：松浦宏樹
- 技術總監：田尻真輝
- 美術導演：瀧口比呂志
- 音樂：椎名豪
- 動畫製作：CRAFTAR

## 音樂
- 片頭曲〈ひとひらの未来〉
  - 作詞：atsuko / 作曲：atsuko、KATSU / 編曲：KATSU / 歌：angela

- 片尾曲〈キンギョバチ〉
  - 編曲：高橋亮人 / 作詞、作曲、歌：KanoeRana

## 外部連結
- 官方网站（日語）
- 永遠的831的X（前Twitter）（日語）